# Plithocyon
Plithocyon es un género extinto de Hemicyonidae del Mioceno, endémico de Norteamérica y Europa que vivió hace ~15.97—7.25 Ma y existió 8,72 millones de años.

## Taxonomía
Plithocyon fue nombrado por Ginsburg (1955). Fue asignado a Ursidae por Ginsburg (1955) y Carroll (1988); y a Hemicyoninae por Hunt (1998).

## Distribución fósil
Los lugares donde se han hallado y su edad:
- Barstow Formation, San Bernardino County, California ~13.7—11.6 Ma.
- Ruby River Basin No.5, Madison County, Montana ~23—5.3 Ma.
- Pasalar site, Bursa, Turquía ~16—13.7 Ma.
- Pontigne site, Francia ~11.6—7.2 Ma.

## Especies
- Plithocyon antunesi Ginsburg & Morales, 1998
- Plithocyon armagnacensis Ginsburg, 1955
- Plithocyon barstowensis (Frick, 1926)
- Plithocyon bruneti Ginsburg, 1980
- Plithocyon conquense Ginsberg
- Plithocyon ursinus (Cope, 1875)